# Авторегресійна модель
У статистиці, економетриці та обробці сигналів модель авторегресії (англ. Autoregressive model) (AR) є представленням типу випадкового процесу; як такий, він використовується для опису певних змінних у часі процесів у природі, економіці, поведінці тощо. Авторегресійна модель визначає, що вихідна змінна лінійно залежить від своїх власних попередніх значень і від стохастичного члена (недосконало передбачуваного терміну); таким чином, модель має форму стохастичного різницевого рівняння (або рекурентного співвідношення, яке не слід плутати з диференціальним рівнянням). Разом із моделлю ковзного середнього (MA) це окремий випадок і ключовий компонент більш загальної моделі авторегресії–ковзного середнього (ARMA) та авторегресійної інтегрованої ковзної середньої (ARIMA) моделей часових рядів, які мають складнішу стохастичну структуру; це також окремий випадок векторної авторегресійної моделі (VAR), яка складається з системи більш ніж одного пов'язаного стохастичного різницевого рівняння в більш ніж одній змінній випадковій змінній.
На відміну від моделі ковзного середнього (МА), авторегресійна модель не завжди є стаціонарною, оскільки може містити одиничний корінь.

## Визначення
Позначення {\displaystyle AR(p)} вказує на авторегресійну модель порядку p. Модель AR(p) визначається як
{\displaystyle X_{t}=\sum _{i=1}^{p}\varphi _{i}X_{t-i}+\varepsilon _{t}}
де {\displaystyle \varphi _{1},\ldots ,\varphi _{p}} — параметри моделі, а {\displaystyle \varepsilon _{t}} це білий шум. Це можна еквівалентно записати за допомогою оператора зворотного зсуву B як
{\displaystyle X_{t}=\sum _{i=1}^{p}\varphi _{i}B^{i}X_{t}+\varepsilon _{t}}
так що, перемістивши член підсумовування вліво та використовуючи поліноміальне позначення, ми маємо
{\displaystyle \phi [B]X_{t}=\varepsilon _{t}}
Таким чином, авторегресійну модель можна розглядати як вихідний результат багатополюсного нескінченного фільтра імпульсної характеристики, вхідним сигналом якого є білий шум.
Деякі обмеження параметрів необхідні для того, щоб модель залишалася незмінно стаціонарною. Наприклад, процеси в моделі AR(1) з {\displaystyle |\varphi _{1}|\geq 1} не є нерухомими. Загалом, щоб модель AR(p) була стаціонарною у слабкому розумінні, корені полінома {\displaystyle \Phi (z):=\textstyle 1-\sum _{i=1}^{p}\varphi _{i}z^{i}} повинен лежати за межами одиничного кола, тобто кожен (комплексний) корінь {\displaystyle z_{i}} має задовольнити {\displaystyle |z_{i}|>1} (див. сторінки 89, 92).

## Міжчасовий ефект ударів
У процесі AR одноразовий шок впливає на значення змінної нескінченно далеко в майбутньому. Наприклад, розглянемо модель AR(1). {\displaystyle X_{t}=\varphi _{1}X_{t-1}+\varepsilon _{t}}. Ненульове значення для {\displaystyle \varepsilon _{t}} у скажімо час t =1 впливає {\displaystyle X_{1}} за кількістю {\displaystyle \varepsilon _{1}}. Тоді за рівнянням AR для {\displaystyle X_{2}} з погляду {\displaystyle X_{1}}, це впливає {\displaystyle X_{2}} за кількістю {\displaystyle \varphi _{1}\varepsilon _{1}}. Тоді за рівнянням AR для {\displaystyle X_{3}} з погляду {\displaystyle X_{2}}, це впливає {\displaystyle X_{3}} за кількістю {\displaystyle \varphi _{1}^{2}\varepsilon _{1}}. Продовження цього процесу показує, що ефект від {\displaystyle \varepsilon _{1}} ніколи не закінчується, хоча якщо процес стаціонарний, то ефект зменшується до нуля в межі.
Оскільки кожен шок впливає на значення X нескінченно далеко в майбутньому від моменту їх виникнення, на будь-яке дане значення X t впливають шоки, що відбуваються нескінченно далеко в минулому. Це також можна побачити, переписавши авторегресію
{\displaystyle \phi (B)X_{t}=\varepsilon _{t}\,}
(де постійний член був придушений через припущення, що змінна була виміряна як відхилення від свого середнього) як
{\displaystyle X_{t}={\frac {1}{\phi (B)}}\varepsilon _{t}\,.}

## Характеристичний поліном
Функцію автокореляції процесу AR(p) можна виразити як 
{\displaystyle \rho (\tau )=\sum _{k=1}^{p}a_{k}y_{k}^{-|\tau |},}
{\displaystyle \phi (B)=1-\sum _{k=1}^{p}\varphi _{k}B^{k}}
де B — оператор зворотного зсуву, де {\displaystyle \phi (\cdot )} є функцією, що визначає авторегресію, і де {\displaystyle \varphi _{k}} — коефіцієнти в авторегресії. Формула справедлива, тільки якщо всі корені мають кратність 1. 
Автокореляційна функція процесу AR(p) є сумою спадаючих експонент.
- Кожен справжній корінь вносить компонент у функцію автокореляції, яка експоненціально спадає.
- Подібним чином кожна пара комплексно спряжених коренів вносить експоненціально затухаючі коливання.

## Графіки процесів AR(p)

AR(0); AR(1) з параметром AR 0,3; AR(1) з параметром AR 0,9; AR(2) з параметрами AR 0,3 і 0,3; та AR(2) з параметрами AR 0,9 та −0,8

Найпростішим процесом AR є AR(0), який не має залежності між термінами. Лише термін помилка/інновація/шум впливає на результат процесу, тому на малюнку AR(0) відповідає білому шуму.
Для процесу AR(1) з додатним {\displaystyle \varphi }, тільки попередній член у процесі та шумовий член роблять внесок у вихід. Якщо {\displaystyle \varphi } близьке до 0, то процес усе ще виглядає як білий шум, але як {\displaystyle \varphi } наближається до 1, результат отримує більший внесок від попереднього члена відносно шуму. Це призводить до «згладжування» або інтеграції виходу, подібно до фільтра низьких частот.

## Спектр

Спектральна густина потужності (PSD) процесу AR(p) з дисперсією шуму {\displaystyle \mathrm {Var} (Z_{t})=\sigma _{Z}^{2}} це
{\displaystyle S(f)={\frac {\sigma _{Z}^{2}}{|1-\sum _{k=1}^{p}\varphi _{k}e^{-i2\pi fk}|^{2}}}.}

### AR(0)
Для білого шуму (AR(0))
{\displaystyle S(f)=\sigma _{Z}^{2}.}

### AR(1)
Для AR(1)
{\displaystyle S(f)={\frac {\sigma _{Z}^{2}}{|1-\varphi _{1}e^{-2\pi if}|^{2}}}={\frac {\sigma _{Z}^{2}}{1+\varphi _{1}^{2}-2\varphi _{1}\cos 2\pi f}}}
- Якщо {\displaystyle \varphi _{1}>0} є один спектральний пік при f=0, який часто називають червоним шумом. як {\displaystyle \varphi _{1}} стає ближчим до 1, є сильніша потужність на низьких частотах, тобто більші часові затримки. Тоді це фільтр низьких частот, при застосуванні до світла повного спектра буде відфільтровано все, крім червоного світла.
- Якщо {\displaystyle \varphi _{1}<0} є мінімум при f=0, який часто називають синім шумом. Це так само діє як високочастотний фільтр, все, крім синього світла, буде відфільтровано.

### AR(2)
{\displaystyle z_{1},z_{2}=-{\frac {1}{2\varphi _{2}}}\left(\varphi _{1}\pm {\sqrt {\varphi _{1}^{2}+4\varphi _{2}}}\right)}
- Коли {\displaystyle \varphi _{1}^{2}+4\varphi _{2}<0}, процес має пару комплексно-сполучених коренів, що створює пік середньої частоти на:

{\displaystyle f^{*}={\frac {1}{2\pi }}\cos ^{-1}\left({\frac {\varphi _{1}(\varphi _{2}-1)}{4\varphi _{2}}}\right)}
В іншому випадку процес має справжні корені, і:
- Коли {\displaystyle \varphi _{1}>0} він діє як фільтр низьких частот для білого шуму зі спектральним піком на {\displaystyle f=0}
- Коли {\displaystyle \varphi _{1}<0} він діє як високочастотний фільтр для білого шуму зі спектральним піком на {\displaystyle f=1/2}.

Процес є нестаціонарним, коли корені знаходяться поза одиничним колом. Процес є стабільним, коли корені знаходяться в межах одиничного кола або, еквівалентно, коли коефіцієнти знаходяться в трикутнику {\displaystyle -1\leq \varphi _{2}\leq 1-|\varphi _{1}|}.
Повну функцію PSD можна виразити в реальній формі як:
{\displaystyle S(f)={\frac {\sigma _{Z}^{2}}{1+\varphi _{1}^{2}+\varphi _{2}^{2}-2\varphi _{1}(1-\varphi _{2})\cos(2\pi f)-2\varphi _{2}\cos(4\pi f)}}}

## Реалізації в пакетах статистики
- R, пакет статистики містить функцію ar.[4]
- MATLAB 's Econometrics Toolbox[5] і System Identification Toolbox[6] включає авторегресійні моделі[7]
- Matlab і Octave : інструментарій TSA містить декілька функцій оцінки для одновимірних, багатовимірних і адаптивних авторегресійних моделей.[8]
- PyMC3 : байєсівська статистика та структура імовірнісного програмування підтримує режими авторегресії з p- лагами.
- bayesloop підтримує визначення параметрів і вибір моделі для процесу AR-1 із параметрами, що змінюються в часі.[9]
- Python: реалізація в statsmodels.[10]

## Імпульсна відповідь
Імпульсна відповідь системи — це зміна змінної, що розвивається, у відповідь на зміну значення ударного терміну k періодів раніше, як функція k. Оскільки модель AR є окремим випадком векторної авторегресійної моделі, тут застосовується обчислення імпульсної реакції у векторній авторегресії#імпульсній відповіді.

## n-покрокове прогнозування
Один раз параметри авторегресії
{\displaystyle X_{t}=\sum _{i=1}^{p}\varphi _{i}X_{t-i}+\varepsilon _{t}\,}
були оцінені, авторегресію можна використовувати для прогнозування довільної кількості періодів у майбутньому. Спочатку використовуйте t для позначення першого періоду, для якого дані ще не доступні; замініть відомі попередні значення X ti для i= 1, …, p у рівняння авторегресії, встановлюючи значення помилки {\displaystyle \varepsilon _{t}} дорівнює нулю (оскільки ми прогнозуємо, що X t дорівнюватиме очікуваному значенню, а очікуване значення неспостережуваної помилки дорівнює нулю). Вихід рівняння авторегресії є прогнозом для першого неспостережуваного періоду. Далі використовуйте t для посилання на наступний період, дані за який ще недоступні; знову авторегресійне рівняння використовується для складання прогнозу, з однією відмінністю: значення X за один період до того, що зараз прогнозується, невідоме, тому замість нього використовується його очікуване значення — прогнозоване значення, що випливає з попереднього кроку прогнозування. Потім для майбутніх періодів використовується та сама процедура, кожного разу використовуючи ще одне прогнозоване значення в правій частині прогнозного рівняння, доки після p прогнозів усі p правих значень не будуть прогнозованими значеннями з попередніх кроків.